# Скриб, Эжен
Огюсте́н Эже́н Скриб (фр. Augustin Eugène Scribe; 25 декабря 1791, Париж — 21 февраля 1861, там же) — французский драматург, специализировавшийся на комедиях и водевилях, либреттист.

## Биография
Родился в Париже в семье торговца шёлком, который дал сыну хорошее образование, предполагая, что тот станет юристом. Эжен обучался в Коллеже Сен-Барбе, с тем чтобы впоследствии начать изучать право. Но вместо юридической карьеры увлёкся театром и уже в 18 лет начал писать свои первые пьесы, которые, впрочем, не имели успеха и остались незамечены. Лишь в 1815 году его комедия под названием «Ночь гвардейцев», написанная в соавторстве, наконец-то завоевала внимание и считается началом успешной карьеры драматурга.
Скриб является одним из самых плодовитых французских авторов и одним из самых плодовитых либреттистов. Им написано почти пятьсот произведений: комедии, водевили, драмы, либретто к операм и балетам. Он также публикует романы, которые, однако, не так успешны, как его драматические произведения. Часто работал с соавторами (Мельвилем, Эрнестом Легуве, Жаном Франсуа Байяром). Некоторые произведения оказались однодневками, хотя многие до сих пор остаются в репертуаре мировых театров.
Эжен Скриб известен совершенством фабулы и проработки своих пьес, ставших на протяжении десятков лет основой репертуара многих театров, прежде всего французской Гранд Опера, и либреттистом многих самых успешных опер.
Являясь одним из самых популярных драматургов XIX века не только во Франции, но и во всём мире, Скриб изобрел тип пьесы, который покорил публику безупречной драматической конструкцией. В своих комедиях он, как правило, начинает с незаметного инцидента, который постепенно приобретает первостепенную значимость через серию последовательных логичных эпизодов. Не случайно название его пьесы «Стакан воды» стало нарицательным, как мелочь, способная изменить ход истории.
В 1834 году Скриб избран во Французскую академию на место Антуана Арно. Впоследствии он проголосовал против допуска Виктора Гюго, который не был избран до 1841 года.
Эжен Скриб жил в Мёдоне, в Шато Монталь.
Похоронен на кладбище Пер-Лашез.
Пьесы Эжена Скриба, оперы и балеты по его либретто шли во многих мировых театрах, были сняты десятки фильмов.
Произведения Эжена Скриба переведены почти на все языки мира. На русский язык переведено около 130 пьес Скриба и около 20 оперных либретто.
В России прежде всего известен по пьесе «Стакан воды», поставленной на сцене Малого театра, и последующей теле- и телеэкранизации.

## Личная жизнь
Скриб женился в довольно позднем возрасте, 48 лет. Предполагается, что до брака у него родился внебрачный сын, впоследствии политик, Жорж Кулон, которому Скриб завещал немалую часть своего состояния.

## Произведения

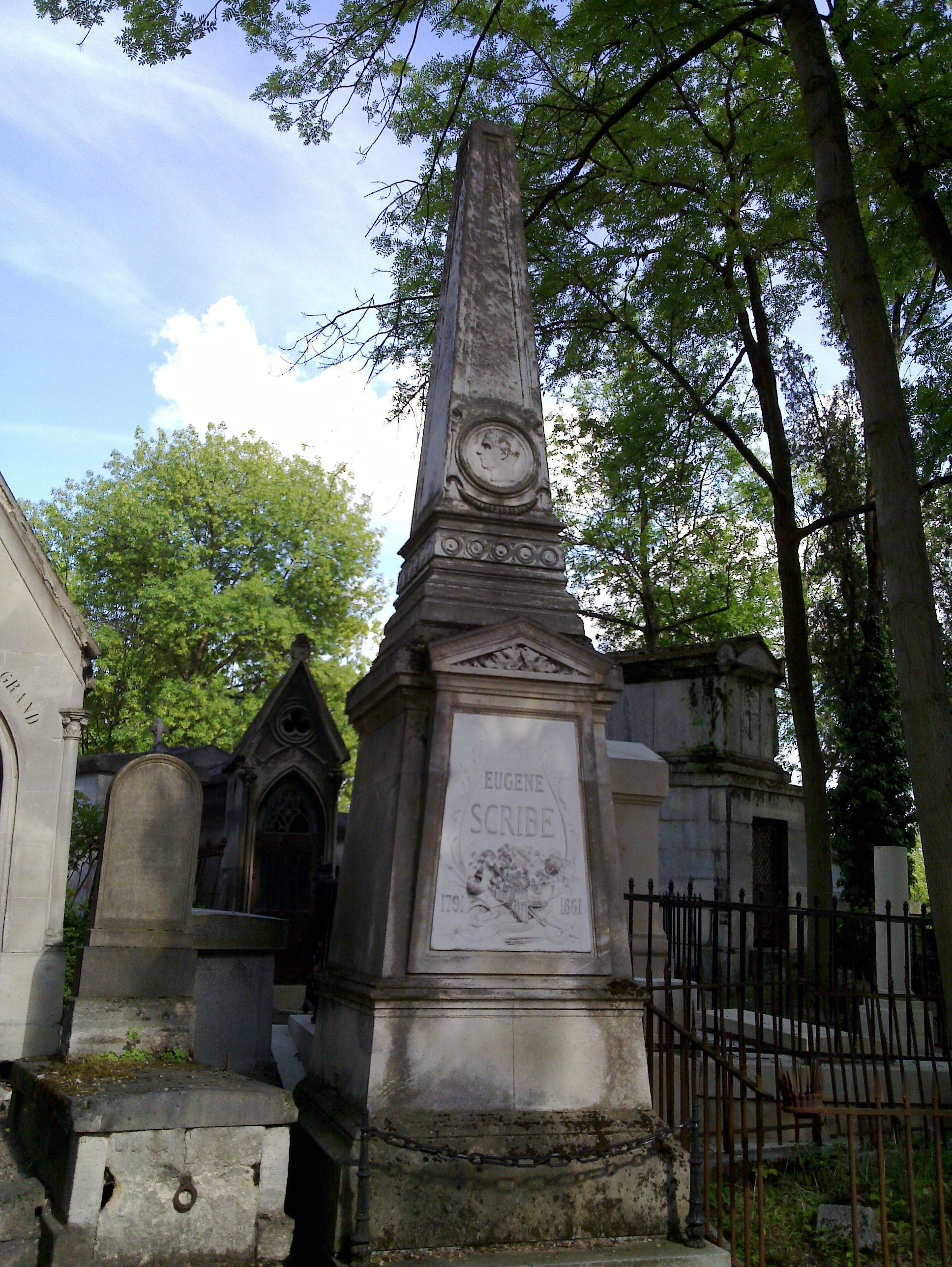
Могила Эжена Скриба на кладбище Пер-Лашез (Париж)

### Пьесы и проза
- «Сомнамбула[фр.]», 1819
- «Адриана Лекуврёр», 1849, в соавторстве с Легуве
- «Бубновый король». Рассказ
- «Валерия, или Слепая». Комедия
- «Вся беда, что плохо объяснились». Комедия
- «Графиня поселянка, или Медовый месяц». Комедия
- «Женские войны». Комедия
- «Денежный брак», 1828
- «Жюдита, или Ложа в оперном театре», Рассказ
- «Камилла, или Брат и сестра»
- «Лорнет, или Правда глаза колет». Фантастический водевиль
- «Мальвина, или Брак по склонности», 1828
- «Мечты любви». Комедия, (в соавторстве с де Бьевиллем)
- «Незнакомка». Повесть
- «Неутешные». Комедия
- «Ничто не ново под луной». Комедия-водевиль
- «Обезьяна и кот» («Бертран и Ратон. Искусство интриги»). Комедия
- «Пикильо Алльиага, или Мавры при Филиппе Третьем». Роман
- «Превращение, или Нет ничего невозможного»
- «Пуф». Комедия
- «Стакан воды» (Le verre d’eau, ou les effets et les causes, 1840)
- «Таинственная красавица». Повесть
- «Цена жизни». Рассказ
- «Цепь», 1841
- «Чердак артистов». Комедия-водевиль
- «Женские войны», 1851
- «Feu Lionel», 1858
- «La camaraderie, ou la courte échelle» («Товарищи, или Дружеская помощь (Товарищество, или Лестница славы/Искусство карьеры)».), 1837
- «Первый президент», водевиль, 1832
- «Les contes de la reine de Navarre», 1851 (В русском переводе известна под названием «Тайны мадридского двора»)
- «Сказочные пальцы», 1858
- «Моя звезда», 1854

### Либретто

#### Оперные
Скриб успешно трудился как либреттист.
- автор либретто к операм Мейербера:
  - «Роберт-Дьявол»
  - «Гугеноты»
  - «Африканка» (во время работы над этим либретто Скриб скончался)
- к операм Д. Ф. Э. Обера:
  - «Фра-Дьяволо»
  - «Немая из Портичи»
  - «Маркиза де Бренвилье»
- к операм Верди:
  - «Сицилийская вечерня»
  - «Бал-маскарад»
- к опере Доницетти «Дон Себастьян»
- к опере Фроманталя Галеви «Жидовка»
- к опере Буальдьё «La Dame blanche»
- к опере Россини «Граф Ори»
- к опере Оффенбаха «Кошка, превращённая в женщину» (фр., в соавторстве с Мельвилем)
- к опере Армана Лимнандера де Нивенгове «Ивонна» (1859)

Кроме того, другими авторами на основе его пьес были написаны либретто к следующим операм:
- «Адриана Лекуврёр» Франческо Чилеа
- «Сомнамбула» Беллини
- «Любовный напиток» Доницетти
- «Бал-маскарад» Верди (опера была переведена на итальянский язык и доработана)
- «Двойная лестница» Амбруаза Тома

#### Балетные либретто
- «Сомнамбула» (на основе одноимённой пьесы[фр.] 1819 года), балет Жан-Пьера Омера на музыку Фердинана Герольда. Премьера состоялась 19 сентября 1827 года на сцене театра Ле Пелетье, главные партии исполнили Полина Монтесю[фр.], Амели Легалуа[фр.] и Фердинанд[фр.].
- «Вольер», балет Терезы Эльслер на музыку Казимира Жида[фр.]. Премьера состоялась 5 мая 1838 года на сцене театра Ле Пелетье, главные партии исполнили Фанни Эльслер, Тереза Эльслер и Жозеф Мазилье.
- «Тарантул», балет Жана Коралли на музыку Казимира Жида[фр.]. Премьера состоялась 24 июня 1839 года на сцене театра Ле Пелетье, главные партии исполнили Фанни Эльслер, Жозеф Мазилье и Ипполит Барре.

## Фильмография
- Немая из Портичи, режиссёр Филлипс Смолли и Лоис Вебер (1916, по мотивам одноимённой оперы)
- Сказочные руки, режиссёр Рудольф Бибрах (Германия, 1917, по пьесе)
- Бал-маскарад в постановке Альфреда Дези (Австро-Венгрия, 1917, по мотивам оперы)
- «Каламни», режиссёр Морис Марио (Франция, 1918, по пьесе «Каламни»)
- Жюйв, режиссёр Луиза Колм и Якоб Флек (Австро-Венгрия, 1918, по мотивам оперы «Жюйв»)
- Адриана Лекуврёр, режиссёр Уго Фалена (Италия, 1919, по одноимённой пьесе)
- Жена, которая бросилась в окно, режиссёр Джан Бистолфи (Италия, 1920 г., по пьесе «Не волнуйся, как ты делаешь»)
- Волшебные пальцы, режиссёр Нино Джаннини [it] (Италия, 1921, по одноимённой пьесе)
- Немая из Портичи, режиссёр Артур Гюнсбург [Германия] (Германия, 1922, по мотивам одноимённой оперы)
- Стакан воды, режиссёр Людвиг Бергер (Германия, 1923, по мотивам одноимённой пьесы)
- Лица любви, режиссёр Кармин Галлоне (Италия, 1924, по пьесе Адриенны Лекуврёр)
- Немая из Порчи, режиссёр Телемако Руджери (Италия, 1924, по мотивам одноимённой оперы)
- Борьба за мужчину, режиссёр Ханс Веркмейстер и Арманд Гуэрра (фр.) (Германия, 1928, по пьесе)
- Мечта о любви, режиссёр Фред Нибло (1928, по пьесе Адриенны Лекуврёр)
- Чёрное домино, режиссёр Виктор Янсон (Германия, 1929, по мотивам одноимённой оперы)
- Бесшабашный, режиссёр Сидни Франклин (1929, по пьесе «Битва женщин»)
- Брат Дьявола, режиссёр Марио Боннар (Франция, 1931, по мотивам оперы)
- Брат дьявола, режиссёр Хэл Роуч (1933, по мотивам оперы)
- Посол, режиссёр Балдассарре Негрони (Италия, 1936, по пьесе «Дипломат»)
- Эдриен Лекувр, режиссёр Марсель Лербер (Франция, 1938, по пьесе Адриен Лекувр)
- Эликсир любви, режиссёр Амлето Палерми (Италия, 1941, по мотивам оперы)
- Королева Наварры, режиссёр Кармине Галлоне (Италия, 1942, по мотивам пьесы)
- Эликсир любви, режиссёр Марио Коста (Италия, 1946, по мотивам оперы)
- Сицилийское восстание, режиссёр Джорджо Пастина (Италия, 1949, по мотивам оперы)
- Сомнамбула, режиссёр Чезаре Барлакки [де] (Италия, 1952, по мотивам оперы)
- Немая из Портичи, режиссёр Джорджио Ансольди (Италия, 1952, по мотивам оперы)
- Адриана Лекуврёр, режиссёр Гвидо Сальвини (Италия, 1955, по пьесе Адрианны Лекуврёр)
- Стакан воды, режиссёр Хельмут Койтнер (Западная Германия, 1960, по одноимённой пьесе)
- Стакан воды, режиссёр: Юлий Карасик (СССР, 1979, по одноимённой пьесе)